# Foristell
Foristell è un comune degli Stati Uniti d'America, situato nello Stato del Missouri, diviso tra la contea di Saint Charles e la contea di Warren.